# Hiéroglyphe égyptien D46A

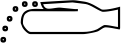
Main répendant un liquide

Le hiéroglyphe égyptien D46A (main répandant un liquide) est classifiée dans la section D « Parties du corps humain » de la liste de Gardiner ; cet hiéroglyphe y est noté D46A.

## Représentation
Il représente une main humaine de laquelle se déverse un liquide. Il est translittéré jdt.

## Utilisation
| D46A · t | N4 |

| D46A · t | N4 |

« encensement, senteur, parfum, influence ».